# Neolitsea cinnamomea
Neolitsea cinnamomea är en lagerväxtart som först beskrevs av Carl Ludwig von Blume, och fick sitt nu gällande namn av André Joseph Guillaume Henri Kostermans. Neolitsea cinnamomea ingår i släktet Neolitsea och familjen lagerväxter. Inga underarter finns listade i Catalogue of Life.